# Cementerio General de Guayaquil
El Cementerio General de Guayaquil  o llamado también Cementerio Patrimonial, es el camposanto más antiguo de la ciudad.  Se encuentra ubicado en el centro de la urbe, en la Av. Pedro Menéndez Gilbert y calle Morán de Buitrón, al pie del Cerro del Carmen. Fue fundado el 27 de abril de 1823 por Francisco Xavier de Garaycoa y se mantiene vigente hasta la actualidad. En el mismo se encuentran los restos de 18 presidentes, próceres de la independencia, personajes políticos y figuras conocidas de la historia de Guayaquil y Ecuador.
Posee aproximadamente un área de 169 089 metros cuadrados, y tiene 16 puertas de ingreso, 130 348 bóvedas, 144 808 nichos para restos, 8 441 nichos cinerarios y 1 047 mausoleos.
El 18 de octubre de 2003 fue reconocido como uno de los mejores cementerios de Sudamérica, y fue nombrado Patrimonio Cultural Nacional, por parte del Ministerio de Educación y Cultura, gracias a su riqueza artística fúnebre, de notable influencia renacentista, greco-romana, neoclásica, gótica y barroca.

## Declaración de Patrimonio Cultural
Un estudio académico realizado en 2003 por estudiantes avanzados de la carrera de Arquitectura de la Universidad de Especialidades Espíritu Santo (UEES), desempeñó un papel clave en el proceso que llevó a la declaratoria del Cementerio General de Guayaquil como Patrimonio Cultural Nacional. Esta investigación técnica sirvió como documento base para sustentar el reconocimiento oficial por parte del entonces Ministerio de Educación y Cultura, consolidando el valor histórico, artístico y patrimonial del sitio.
La investigación fue elaborada por los estudiantes Carlos Peñafiel Roca, Laura Azucena Rossi Centeno, Marcela Belalcázar Acuña y María Isabel Briones Moncayo, como parte del proceso previo a la obtención de su título profesional en arquitectura. Este trabajo ha recibido un amplio reconocimiento institucional por su rigurosidad académica, la profundidad de su análisis y su valioso aporte al estudio del patrimonio funerario del país. Más allá de su mérito académico, su verdadera distinción radica en haber contribuido de manera decisiva al proceso que permitió la declaratoria del Cementerio General de Guayaquil como Patrimonio Cultural Nacional, dejando un legado significativo para la historia de la ciudad y del Ecuador.
El estudio permitió evidenciar cómo, a través del contexto físico del lugar, se manifiestan importantes legados culturales del país, tanto por las personalidades allí sepultadas como por las obras escultóricas realizadas por destacados artistas nacionales y extranjeros. La investigación también destacó la riqueza material y estilística presente en el sitio, reflejo de distintas épocas y expresiones del desarrollo urbano de Guayaquil.
El documento base, validado por el Instituto Nacional de Patrimonio Cultural (INPC)  constituye una pieza clave dentro de la documentación técnica especializada de dicha entidad y se encuentra disponible para consulta en el repositorio académico de la Universidad de Especialidades Espíritu Santo (UEES). Este inventario registra elementos como tumbas, nichos, mausoleos, esculturas y la vegetación original del siglo XX, contribuyendo así a la valoración integral del espacio funerario.
Adicionalmente, el estudio propuso la inclusión del Cementerio General en los circuitos turísticos de la ciudad de Guayaquil. La propuesta contemplaba intervenciones respetuosas de restauración, así como la incorporación de mobiliario urbano adecuado, con el objetivo de convertir el lugar en un espacio de interés cultural y pedagógico para la ciudadanía y los visitantes.
Actualmente, el Cementerio General de Guayaquil forma parte de la ruta patrimonial y turística de la ciudad, lo que refleja el impacto de esta iniciativa académica en su puesta en valor y en el reconocimiento de su importancia como sitio de memoria colectiva y patrimonio vivo.

## Antecedentes históricos
En Guayaquil se inició la construcción de panteones en el año 1808, bajo recomendación de las Cédulas Reales de 1786 y de 1789, y su reafirmación en la de 1804. Ahí se enterraban a los difuntos, hasta que en la Real Orden del 6 de junio de 1809 se dispuso finalmente el establecimiento de cementerios públicos en las ciudades de América, ejecutándose en esta ciudad bajo la gobernación de Bartolomé Cucalón. Ya en 1815 se trabajaba en la obra, comisionando a Bernabé Cornejo, quien era el procurador general de Guayaquil, para que realizara el presupuesto de lo que faltase, pero no cubrió todas las necesidades de la obra.

### Construcción del Cementerio
En 1823, tras años de descuido, Simón Bolívar, tras la anexión de la Provincia Libre de Guayaquil a la Gran Colombia, ordena otorgar un porcentaje por pieza que entrara o saliera del puerto, previniendo las muertes de la epidemia de viruela en la ciudad durante esa época. Este cementerio fue finalmente inaugurado en los declives de las colinas del cerro Santa Ana por Francisco Xavier de Garaycoa el 27 de abril de 1823. El diseño de este espacio fue realizado por Juan Francisco Ycaza, quien también colaboró en los trabajos de reparación de la emblemática Torre morisca de Guayaquil y otras obras urbanísticas de relevancia histórica de la ciudad.

### Avances y obras en el Cementerio

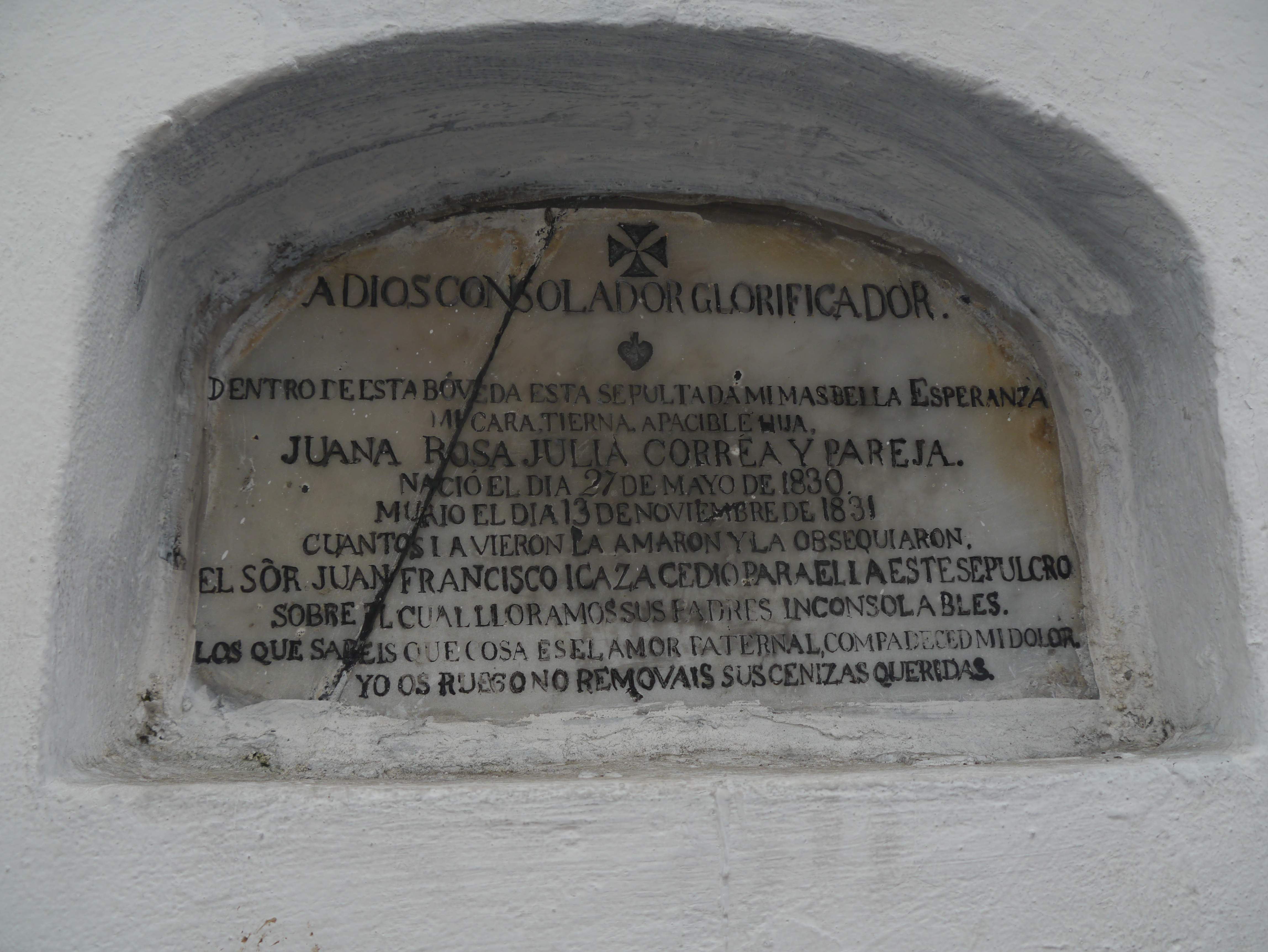
Primer bóveda del panteón, del año 1831.

Entre 1830 a 1840 comenzaron mejoras en el panteón, además de la edificación de una capilla, que tras varios años terminó deteriorándose y luego fue demolida a principios del siglo XX. En el lugar que estaba este pequeño templo se levantó luego el Mausoleo de Vicente Rocafuerte en 1925. Fue el mismo Vicente Rocafuerte que en el año de 1842, por la epidemia de fiebre amarilla decidió construir un nuevo panteón detrás del cerro, donde desde el 1 de enero de 1843 comenzaron a sepultarse los cadáveres de las víctimas de la enfermedad.
En 1856 se erige el mausoleo más antiguo que se aprecia en este cementerio, perteneciente a la familia Ycaza-Gainza.
En 1866 se decide la construcción de un cementerio especial para los no católicos, ya que en el general sólo podían enterrarse a los profesantes de tal religión y sus familias. Esto ocurrió bajo la dirección del gobernador de la provincia del Guayas, el Coronel Francisco Bolaños y la instrucción del presidente Francisco Robles. Este cementerio se realizó al lado del cementerio en ese entonces católico, y fue finalizado en 1870.
En 1886, el Doctor Francisco Campos Coello, quien ejercía funciones como el Presidente del Concejo Cantonal de Guayaquil, mandó crear una Junta de Beneficencia Municipal, que luego sería instituida, en el año 1888 como Junta de Beneficencia de Guayaquil. En ese año, el primer presidente de la Junta, Eduardo Arosemena, fue designado por la Municipalidad de Guayaquil para la creación de ciertas obras de interés social, y a la institución como administradora de los hospitales, orfanatos y el cementerio.

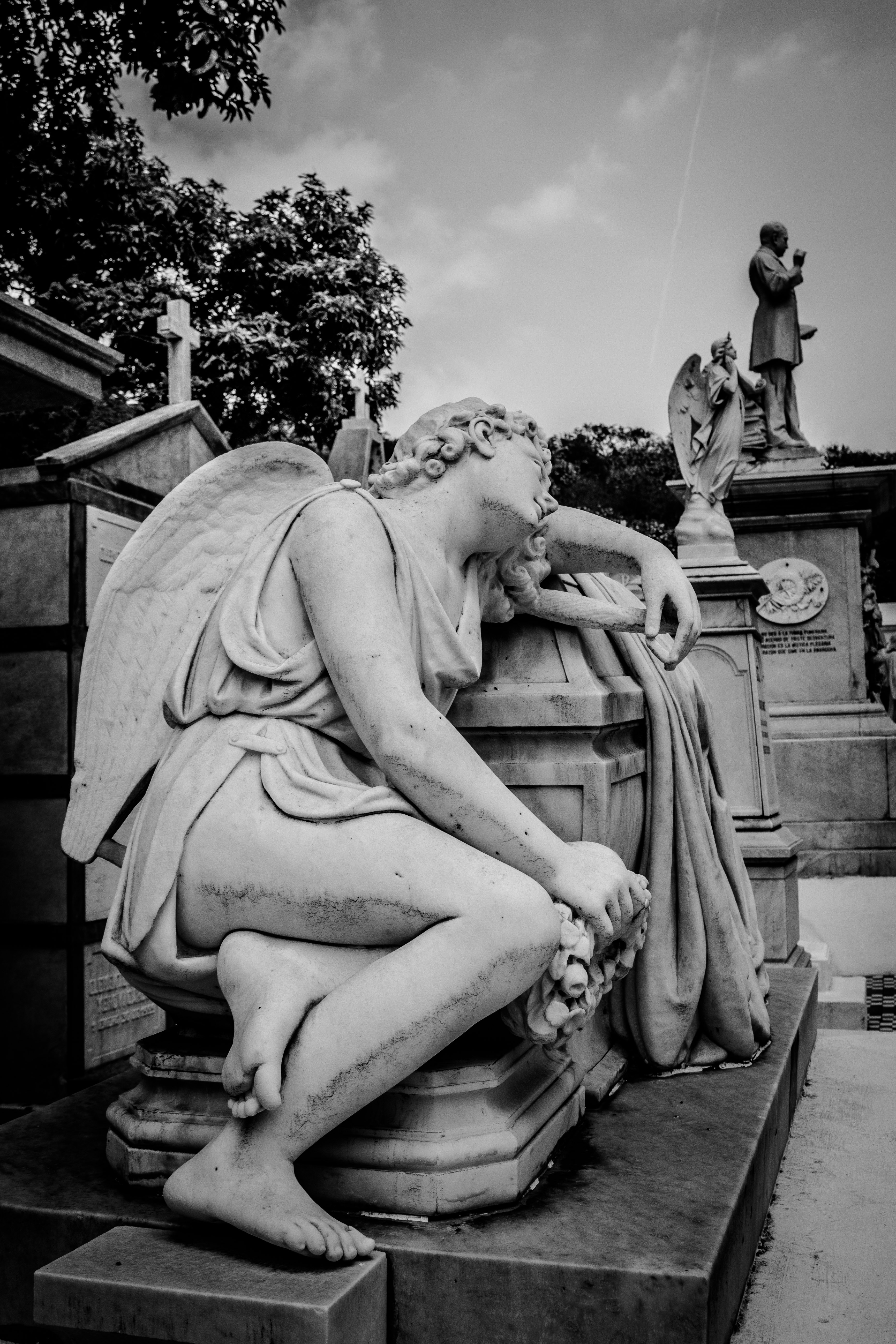
Detalle de escultura de la zona histórica del cementerio de Guayaquil.

En el año de 1893, se designa oficialmente al panteón principal por el nombre de Cementerio Católico. El cementerio de los protestantes se llamó entonces Panteón de los Protestantes, y posteriormente, Cementerio Protestante. Este último, en 1929, tuvo un cambio de nombre más, pasando a ser el Cementerio de los Extranjeros de Guayaquil.
Tras las reformas a la constitución durante el gobierno de Eloy Alfaro, se instituyó el laicismo en la obra pública, lo que culminó en un decreto fechado de 3 de octubre de 1900 donde se determinaba que todo cementerio público debía ser laico, y administrado por los respectivos municipios o juntas de beneficencia.
En 1902 se realizó una nueva ampliación por el crecimiento de la población de Guayaquil, extendiéndose por el lado de la Avenida Pedro Menéndez Gilbert.

### Secciones del Cementerio
En 1910 se dividió al cementerio en secciones para su administración, las cuales fueron:
- Mausoleos
- Nichos perpetuos
- Nichos por arriendo
- Sepulturas en el suelo
- Fosa común

## Obras y artistas que contribuyeron con el Cementerio

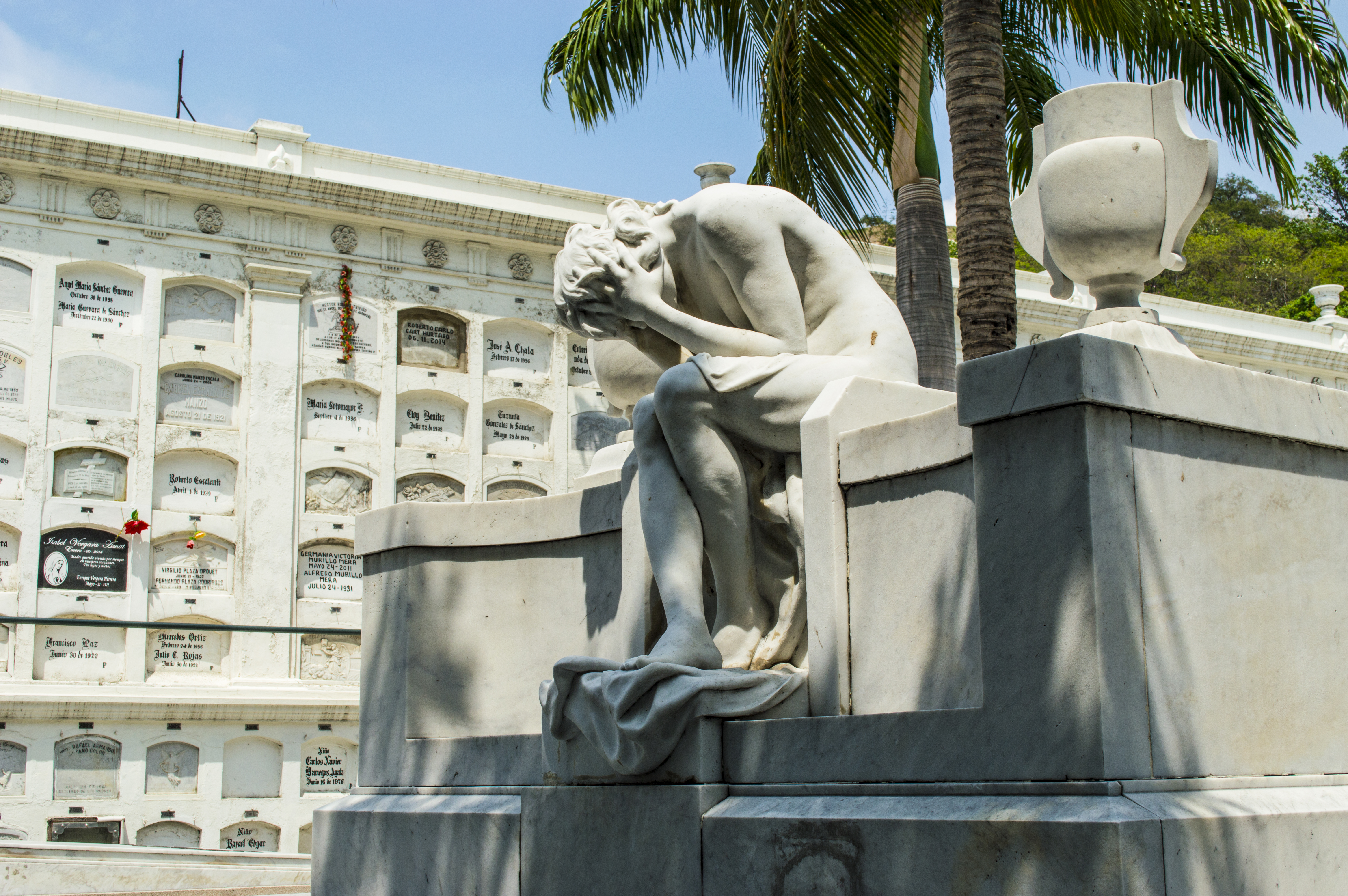
Tumba del Conde Mendoza.

Los primeros escultores italianos que contribuyeron con obras para los mausoleos y tumbas del cementerio tuvieron presencia entre los años 1820 y 1830. En 1914, la municipalidad crea la Junta de Embellecimiento de la Ciudad, que consigue traer a arquitectos europeos para la creación de sus esculturas y mausoleos.
Entre los artistas más destacados se encuentran: Augusto Faggioni, Eugenio Benet, Juan del Vecchio, Carlos Bartoli, Luigi Milani, Enrico Pacciani, Francesco Muccerdini, Pablo Russo, Pietro Capurro, entre otros, quienes además contribuyeron a las construcción de otras obras arquitectónicas de la ciudad.

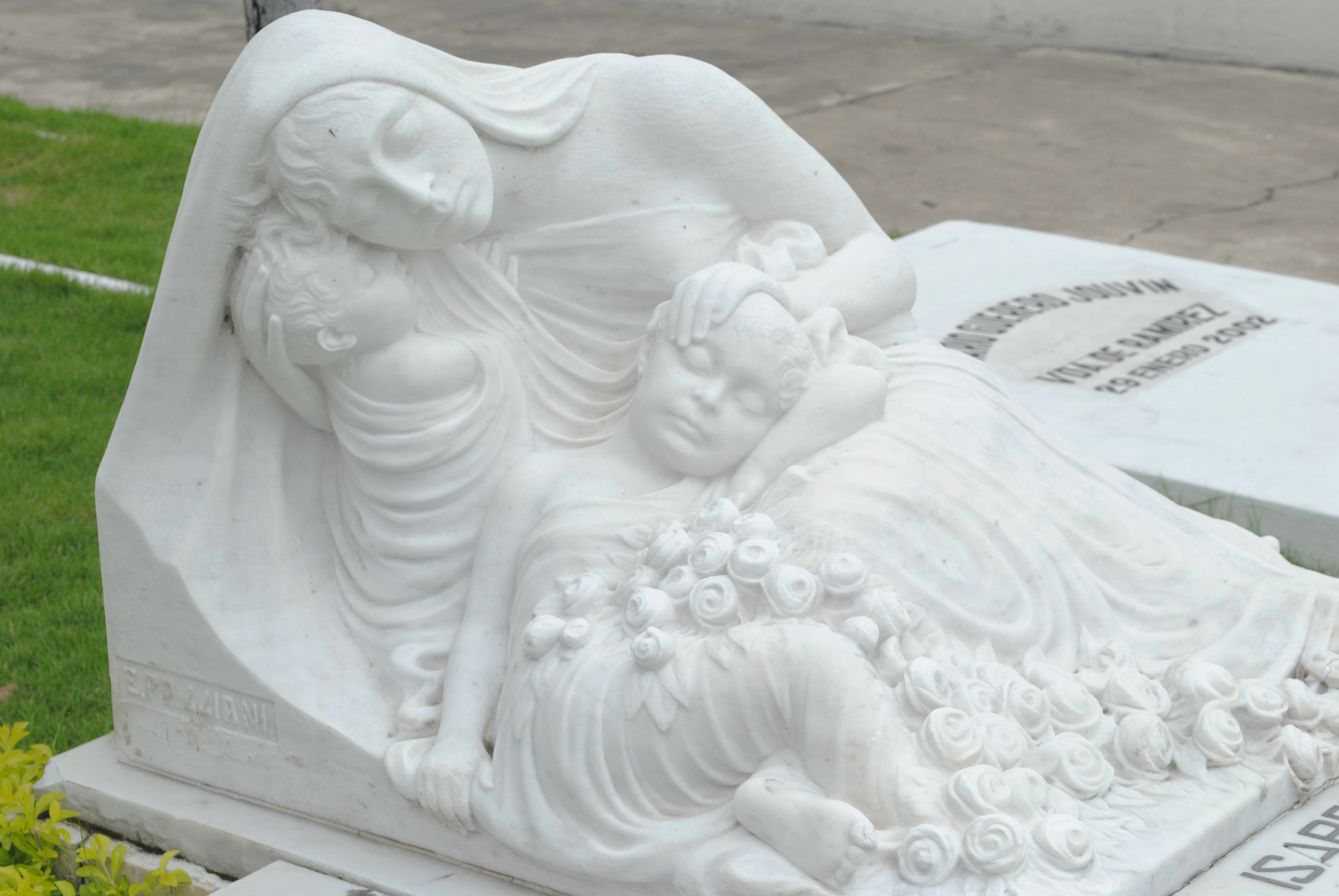
Esta escultura es una obra de Enrico Pacciani.

## Extensión y distribución
El cementerio ocupa en la actualidad aproximadamente 17 hectáreas de extensión, en las que constan alrededor de 500.000 tumbas de diferentes tipologías funerarias. Las pertenecientes a la clase alta de siglos pasados se encuentran en los alrededores de la tercera entrada, las cuales se caracterizan por tener mausoleos y diseños arquitectónicos distintos entre sí, adornados en su mayoría por imponentes estatuas con acabados en mármol de Carrara. La clase media ocupaban las bóvedas estilo condominio y las personas de clase baja eran enterradas directamente bajo tierra en el cerro. Existen así mismo varios pabellones, siendo los más relevantes: El pabellón de la sociedad Unión Libanesa, Sociedad Italiana Garibaldi, Sociedad Española de Beneficencia, y el popularmente denominado “Cementerio de los Judíos”, cuya entrada se realiza por la puerta 1.

## Otros personajes
No solo aquellos que aparecen en la tabla anterior son los únicos que reposan en el viejo cementerio, hay muchos y son esos los que vamos a colocar en esta ocasión, además lo hacemos por la falta de información sobre el año en el que fallecieron cada uno de ellos. 
El Diario El Tiempo del 3 de noviembre de 1900 en su sección periodística titulada "Conmemoración de los difuntos" coloca en primer lugar a José Domingo Santistivan quien fue un filántropo guayaquileño, Juan Bautista Destruge médico francés y prócer de la Independencia, Juan Gamarra militar defensor del liberalismo, General Darquea ambateño, Luis Bonin empresario de ascendencia italiana.

## Necroturismo
El Cementerio Patrimonial de Guayaquil ofrece actualmente las siguientes rutas turísticas: La de las Esculturas, la ruta de los Próceres y Presidentes, la de Música y cantautores, Literatura y Ruta General de todo el cementerio. La ruta de las esculturas comprende alrededor de 17 monumentos y cuenta con 12 paradas, la de los presidentes comprende aproximadamente 12 puntos de visita en la que destacan personajes como Vicente Rocafuerte, Eloy Alfaro, Pedro Carbo y Jaime Roldós, y la ruta de literatos y artistas que incluye 5 estaciones, entre las que se destacan los mausoleos de Joaquín Gallegos Lara, Rita Lecumberri, Medardo Ángel Silva, Numa Pompillo Llona, Aurora Estrada de Ramírez, Demetrio Aguilera Malta, Dolores Sucre, Joaquín Gallegos Lara y Julio Jaramillo Laurido.